# Departamento de San Alberto
Departamento de San Alberto är en kommun i Argentina.   Den ligger i provinsen Córdoba, i den centrala delen av landet, 700 km nordväst om huvudstaden Buenos Aires. Antalet invånare är 32 395. Arean är 3 327 kvadratkilometer.
Terrängen i Departamento de San Alberto är varierad.
Omgivningarna runt Departamento de San Alberto är i huvudsak ett öppet busklandskap. Runt Departamento de San Alberto är det glesbefolkat, med 11 invånare per kvadratkilometer.